# Villa romana de Sendim
A Villa romana de Sendim fica localizada no lugar do Agrelo, freguesia de Sendim, no município de Felgueiras, distrito do Porto.
Datada do século IV d. C., a villa de Sendim encontra-se implantada numa plataforma sobranceira a um pequeno vale, junto à bacia do rio Vizela.[carece de fontes?]
Integrada num complexo agrícola, a Villa romana de Sendim é constituída por diversos compartimentos habitacionais, alguns dos quais com pisos em opus signinum e mosaicos polícromos de motivos geométricos.[carece de fontes?]
Em Dezembro de 1994, foi classificada como Imóvel de Interesse Público.
Foi descoberta em 1992, durante a escavação  dos alicerces para a construção de uma moradia, tendo a Câmara Municipal de Felgueiras procedido à aquisição de terrenos, tendo em vista a ampliação da área de escavação.
O espólio, constituído por milhares de fragmentos, está exposto no Centro de Interpretação que dá apoio às ruínas.